# Katalin Kovácsová
Katalin Kovácsová (* 29. února 1976 Budapešť) je bývalá maďarská rychlostní kanoistka, která soutěžila na kajaku, a to jak v singlu (K-1), tak na dvojkajaku (K-2) a čtyřkajaku (K-4), na tratích krátkých i dlouhých.
Má tři zlaté olympijské medaile ze tří olympijských her - ze závodu dvojic na 500 metrů z Athén 2004, ve stejné kategorii a na stejné trati triumfovala i v Pekingu 2008 a třetí nejcennější kov přidala ve čtyřce na půlkilometrové trati v Londýně 2012. Deblařská zlata brala vždy ve dvojici s Natasou Janicsovou. Krom toho má z olympiády ještě pět stříbrných medailí, všechny z pětisetmetrové trati z dvojic a čtveřic. Zcela unikátní je pak její bilance z mistrovství světa - zde v letech 1998-2011 získala třicet zlatých medailí, z toho osm z individuálních závodů. Na šampionátu evropském sesbírala jen o jedno zlato méně - 29.